# کاروانسرای میان‌کتل
کاروانسرای میان‌کتل از بناهای دوره صفویه در کازرون است. این کاروانسرا تنها کاروانسرای سنگی ایران بوده و در دشت برم واقع شده‌است.
این کاروانسرا به دستور شاه عباس صفوی ساخته شده و به همین علت آن را کاروانسرای شاه عباسی نیز می‌نامند.
مساحت کل این بنای بزرگ که پلانی مستطیل شکل دارد در حدود ۳۵۰۰ متر مربع بوده که ۲۵۰۰ متر مربع از آن را زیربنای حجره‌ها در اطراف حیاط مرکزی شامل می‌شود.
اصلی‌ترین ویژگی این کاروانسرا، نما و دیواره‌های ویژه آن است که تماماً از سنگی با نام مالون (مارن) ساخته و پرداخته شده‌است.
سنگ مالون علاوه بر نمای بیرون در تزئینات داخلی همچون اغلب طاقچه‌های گچبری شده بنا و ناودان‌های سنگی نیز به کار رفته و همچنین در بالای در ورودی کاروانسرا سنگبری زیبایی به شکل نوع خاصی از ترنج ایرانی نیز توسط معمار خوش ذوق آن طراحی شده‌است.
کاروانسرا به لحاظ معماری به صورت چهار ایوانی با حیاط مرکزی ساخته شده، در مرکز اضلاع شرقی و غربی دو حجره بزرگ و همچنین دو حجره کوچک در هر دو سوی این قسمت‌ها قرار دارد. در اضلاع شمالی و جنوبی نیز چهار حجره کوچک وجود دارد.
نکته قابل توجه وجود یک قسمت خاص در جنوب شرقی این‌ کاروانسرا است.قسمتی‌ که اکثر دیوارهای آن همانند نمای اصلی با سنگ مالون پوشیده شده و منظره ای بسیار چشمگیر از دشت را برای بیننده ایجاد می‌کرده که این قسمت را از سایر قسمت‌های دیگر متمایز می‌کند و کاربری اصلی آن دچار شک و گمان می‌کند.
این کاروانسرا در دوران قاجاریه توسط ابوالحسن خان مشیرالملک بازرگان معروف فارس تجدید بنا و مرمت شده‌است.
متأسفانه امروزه این بنای ارزشمند در شرایط مطلوبی به سر نمیبرد.با توجه به مشاهده های‌ اخیر،این مکان احتیاج بسیار فراوانی به توجه مسئولان و مردم را دارد تا بتواند به نسل‌های آینده منتقل شود و در تاریخ این کشور جای خود را بیابد.
امید که بتوان این بنای ستودنی را مورد توجه گردشگران کشورهای دیگر قرار داد تا در احیای این بنا روند مطلوب و مؤثر تری صورت گیرد.